# Oczirdolgoryn Enchtajwan
Oczirdolgoryn Enchtajwan (mong. Очирдолгорын Энхтайван, ur. 28 lutego 1952) – mongolski zapaśnik walczący w obu stylach. Olimpijczyk z Monachium 1972, gdzie odpadł w eliminacjach w wadze minimuszej (48 kg) w stylu klasycznym. Zdobył brązowy medal na mistrzostwach świata w 1973. Brązowy medalista igrzysk azjatyckich w 1974 roku i uniwersjady w 1977.
- Turniej w Monachium 1972.

Przegrał pierwszą walkę ze Szwedem Lennartem Svenssonem i odpadł z turnieju.